# Abdij van Subiaco
De territoriale abdij van Subiaco (Latijn: Abbatia Territorialis Sublacensis; Italiaans: Abbazia territoriale di Subiaco) is een benedictijnerabdij, een van de drie kloosters gesticht door Benedictus van Nursia. De abdij is de oudste van de drie en de moederabdij van alle benedictijnerabdijen.
Het klooster ligt op een heuvel net buiten het Italiaanse plaatsje Subiaco (Italië) in de provincie Rome in de regio Lazio, ten oosten van Rome.
Het bisdom dat door de abt wordt geleid bevat sinds een herschikking bij het begin van de 21e eeuw een enkele parochie, met 38 parochianen.
De abdij heeft twee aparte vestigingsplaatsen. Het Monastero del Sacro Speco werd gebouwd tegen de heuvelwand en bevindt zich vlak boven de grot waar Benedictus' kluizenarij gelegen was, het Monastero di Santa Scolastica is gelegen boven op de heuvel.

## Geschiedenis
Benedictus trok zich terug in de grotten in de heuvels ten zuidoosten van Subiaco om daar zijn kluizenarij te starten. Zijn reputatie als spirituele gids maakte dat vrij snel een aantal volgelingen hem opzochten en zich ook in de omgeving vestigden. Zo ontstonden daar meerdere religieuze gemeenschappen, waaronder een daarvan die naar de zus van Benedictus, Scholastica werd genoemd.
Op zoek naar rust en bezinning trok Benedictus zelf verder naar Montecassino, waar later een tweede klooster volgens zijn leefregels werd opgericht.
In Subiaco moest de Abdij van Sint Scholastica in de 9e eeuw tweemaal de vernieling door de Saracenen ondergaan, in 828 en in 876. Maar telkens werd het klooster herbouwd en groeide het in de 10e eeuw ook dankzij de bescherming en ondersteuning van meerdere pausen, waarvan enkele Benedictijner monnik waren. De 11e en 12e eeuw waren een gouden tijdperk voor de abdij die fors groeide en hierbij ook een grote economische en politieke macht verwierf.
In de 15e, 16e en 17e eeuw had de abdij te lijden onder de geldzucht van een aantal pausen die de abdij financieel plunderden, ook door de abdijen te verlenen in commendam aan derden. Het was pas toen paus Benedictus XIV in 1753 de abdij terug soevereiniteit bood, dat het tij keerde en de abdij terug bloeide. In 1915 kende paus Benedictus XV het privilege van een territoriale abdij toe.
Doorheen de geschiedenis werden de volgende abten van de abdij later tot paus verkozen: paus Alexander VI, paus Pius VI en Pius VII.

## Galerij

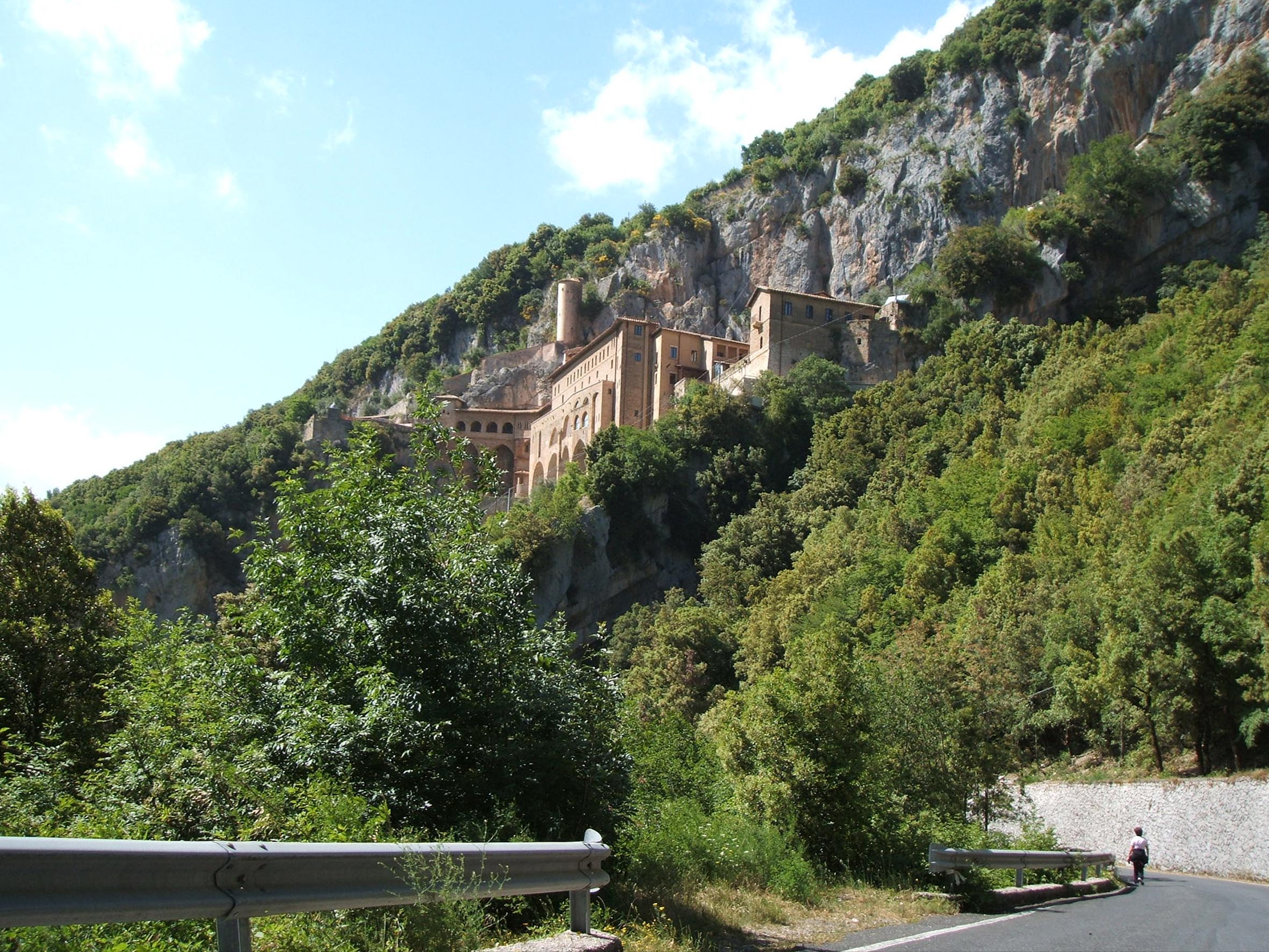
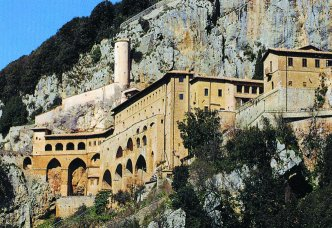
Het Monastero del Sacro Speco werd gebouwd tegen de heuvelwand en bevindt zich vlak boven de grot waar Benedictus zijn kluizenarij gelegen was
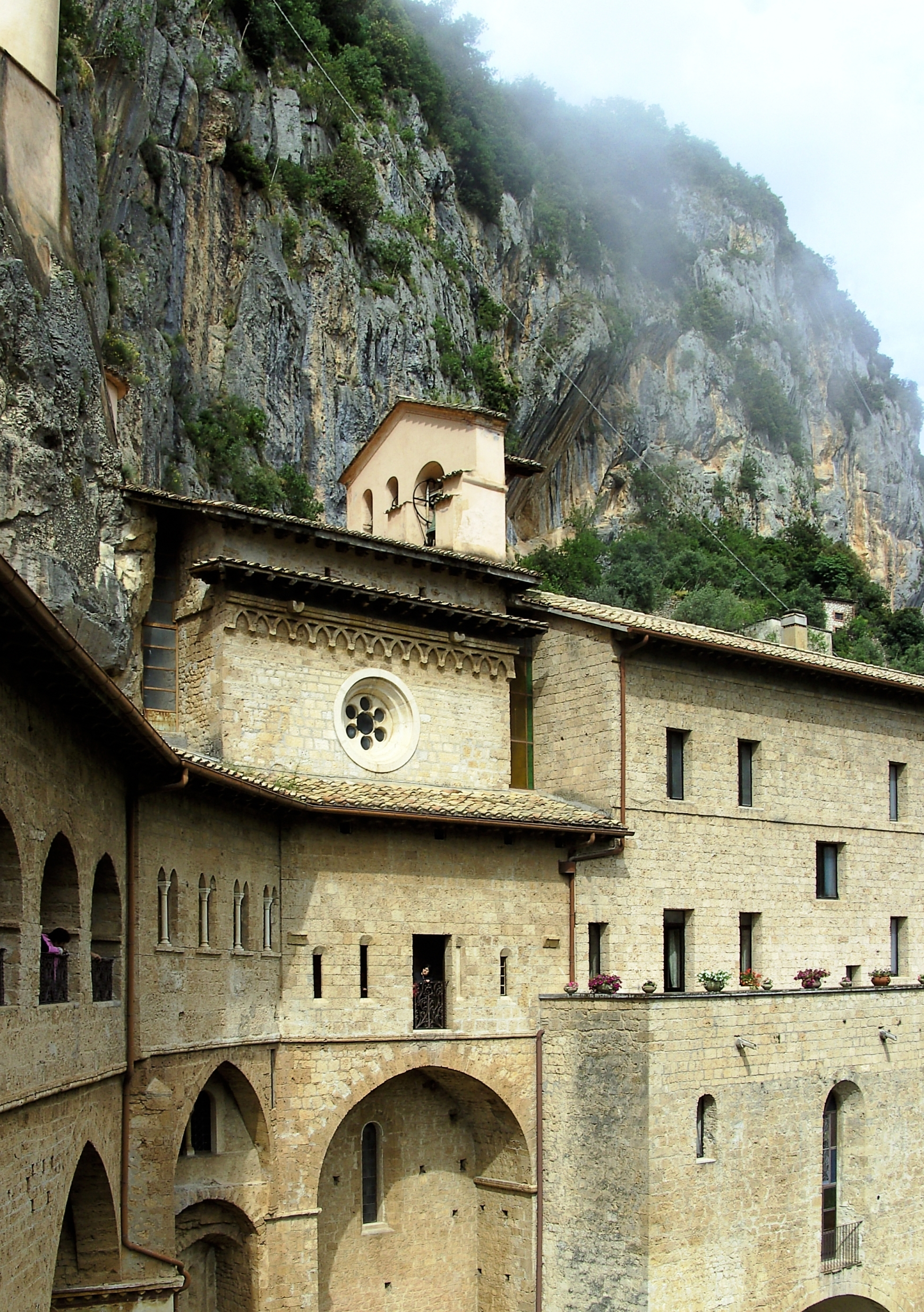
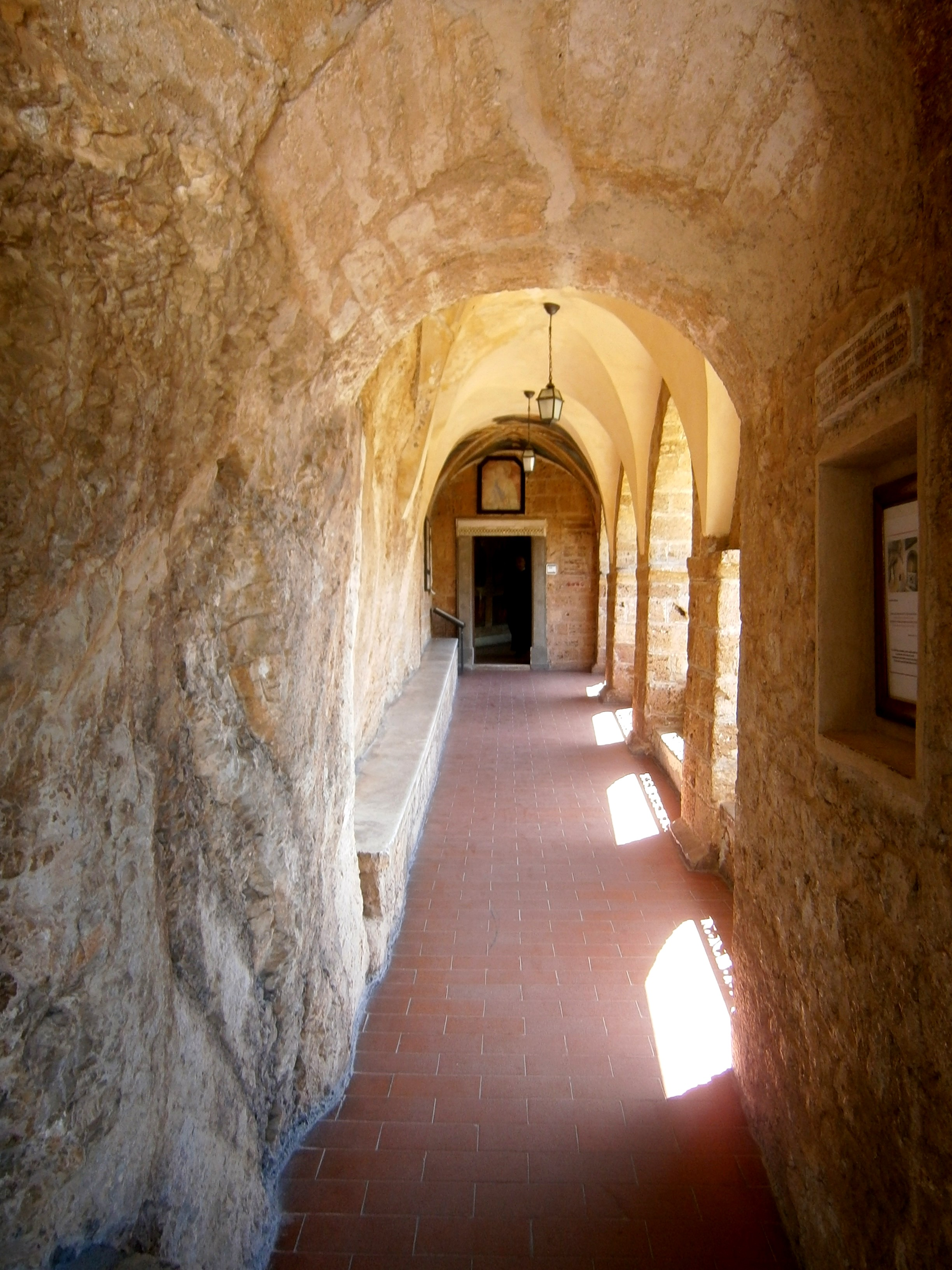
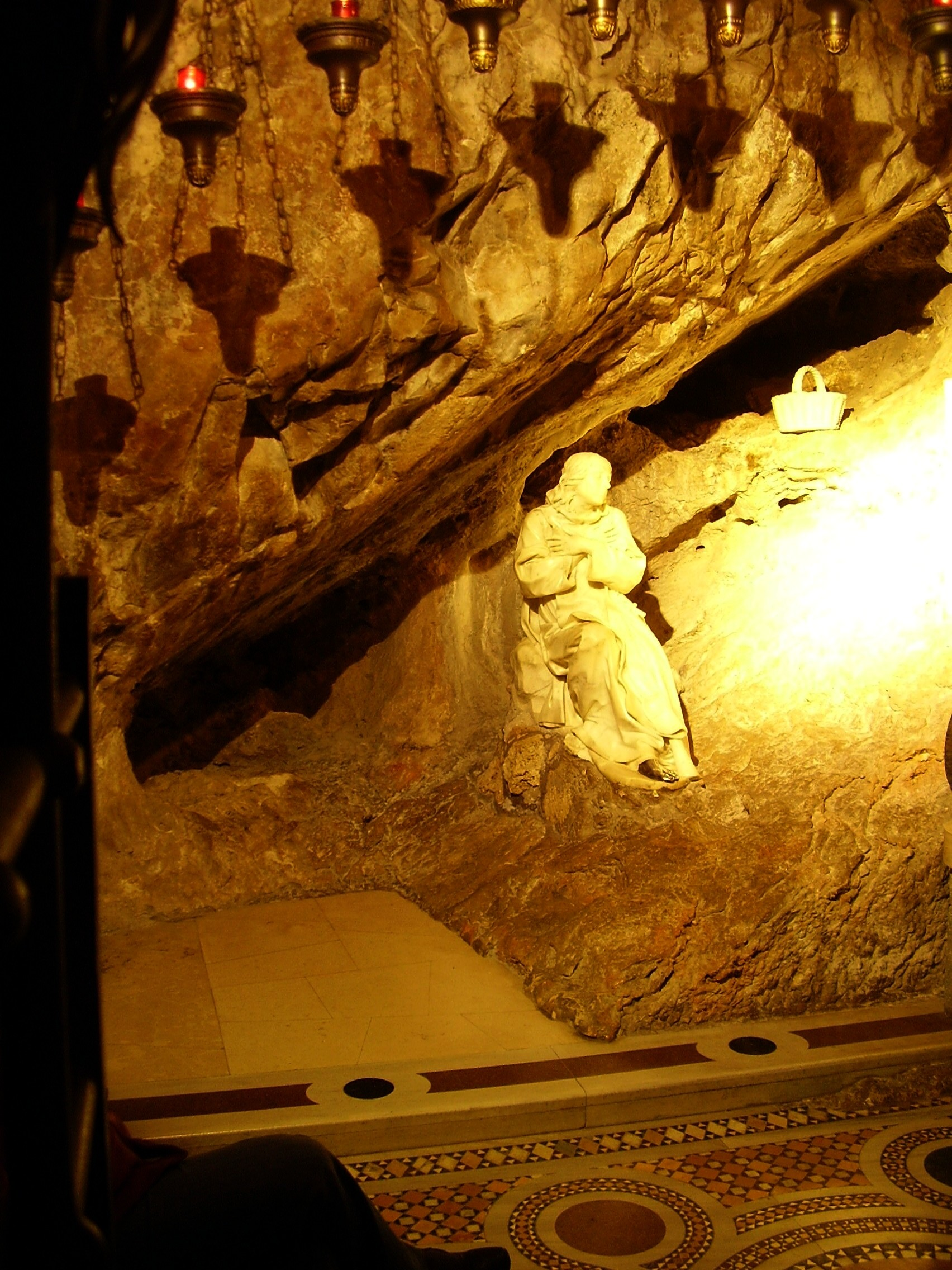